# Eroti
Eroti (en llatí Erotius) fou un jurista romà d'Orient.
Era vicarius i quaestor, i va ser un dels juristes nomenats per Teodosi II el 435 com a membre de la comissió dels setze que havia de compilar el Codi Teodosià, però va tenir molt poca participació en aquesta compilació que van redactar només la meitat dels membres de la comissió.